# 다카바야시 유키
다카바야시 유키(일본어: 高林 佑樹 1980년 5월 22일 ~ )는 일본의 전 축구 선수이다.

## 구단 경력
과거 시미즈 에스펄스, 사간 도스, 몬테디오 야마가타, TDK에서 활동하였다.